# Gondor
Gondor (que significa «país de piedra» en idioma sindarin) es un reino que forma parte del legendarium creado por el escritor británico J. R. R. Tolkien y que aparece en sus novelas El Silmarillion y El Señor de los Anillos. Es uno de los dos reinos Dúnedain en el exilio, fundado por Isildur y Anárion, los hijos de Elendil, en el año 3320 de la Segunda Edad del Sol, tras la caída de Númenor. Su reino hermano fue Arnor, en el norte, fundado por el propio Elendil.
Gondor está situado en la parte este de la Tierra Media, en la Bahía de Belfalas, quedando al sureste de Rohan y al oeste de Mordor. En un principio, su capital era Osgiliath pero tras la Gran Peste se produjo su despoblamiento y la capital se trasladó a la ciudad de Minas Tirith.
El origen de su nombre quizás se deba a que en el reino se encuentran las cadenas montañosas de Ered Nimrais y otras montañas.
La traducción de su nombre al idioma quenya es Ondonórë.

## Historia

### Historia temprana
Antes de la Caída de Númenor, Gondor estaba habitado por muchos colonos numenóreanos, que o bien mezclaban su sangre con los hombres indígenas si eran amistosos, o bien los empujaban a Ras Morthil u otras tierras cercanas. En la época de Elendil, la mayor parte de la población de Gondor era de sangre numenóreana, en mayor o menor medida. Gondor era una región más templada que Arnor, al norte. Algunos creen que la región que se convirtió en Gondor ya tenía más población que Eriador antes de que llegaran los barcos de los hijos de Elendil. En los tiempos de la Caída de Númenor, ya había una ciudad establecida, Pelargir, situada a lo largo del río Anduin cerca de la costa.
Los Elendili de la propia Númenor recibieron una cálida acogida cuando llegaron, por aquellos que ya habían colonizado la Tierra Media. El norte colonizado del Anduin aceptó la reclamación de pertenencia al reino por parte de Elendil. Sin embargo, más al sur del gran río los nuevos exiliados numeroneanos no reconocieron la pretensión de Elendil.
Gondor fue fundada después de que los numeroneanos se hubiesen dividido entre los Elendili y los hombres del rey, y todas las colonias más al sur (como Umbar) permanecieron enemigos de los elendili.
Los sobrevivientes construyeron varias grandes ciudades y ciudadelas de piedra, y en cada una se colocó una palantir. Minas Anor, Torre del Sol Poniente (más tarde rebautizada como Minas Tirith, Torre de vigilancia), ciudad de Anárion. Minas Ithil (Torre de la Luna Naciente) contra Ephel Dúath (Montañas de la Sombra), en la frontera con Mordor, ciudad de Isildur, donde fue plantado el Árbol Blanco. Osgiliath (Ciudadela de las Estrellas) a ambos lados del Anduin, la capital de Gondor, y lugar donde se encontraba la Palantír principal. Además, Angrenost, con su gran torre de Orthanc, cerca de los Vados del Isen, al final de las Hithaeglir (Montañas Nubladas); y Aglarond, situada en un valle en Ered Nimrais Montañas Blancas, más tarde conocida por los rohirrim como el Abismo de Helm. Aglarond no era más que una fortaleza que protegía la entrada a las Cavernas Centelleantes, a las que la fortaleza dio su nombre original, y no tenía Palantír.
Al final de la Segunda Edad, Sauron volvió a Mordor y comenzó una guerra contra Gondor. Tomó Minas Ithil y quemó el Árbol Blanco, pero Isildur escapó con su familia y navegó a Arnor por el Anduin mientras su hermano Anárion defendía Gondor. Gondor se unió a la Última Alianza entre los Hombres y los Elfos junto con varias naciones con la intención de derrotar a Sauron de una vez por todas. Aunque la Alianza probó la victoria y derrocó a Sauron, al final él volvió a plagar tanto Gondor como Arnor en la Tercera Edad.

#### Gondor prospera
Tras la estela de la derrota de Sauron, Gondor asumió la responsabilidad de mantener vigilancia sobre Mordor. Tanto Elendil como Anárion habían muerto en la guerra, así que Isildur dio el reinado de Gondor a Meneldil, hijo de Anárion y marchó al norte a asumir control directo sobre Arnor. Sin embargo, Isildur y sus tres hijos mayores fueron asesinados por los orcos cerca de los Campos Gladios, y su hijo más joven, Valandil, nunca intentó reclamar el trono de Isildur. Este lapso en la continuidad en la línea de Isildur finalmente desestabilizó políticamente a Gondor y demostró ser desastroso para Arnor.
No obstante, Gondor disfrutó de paz durante varios años hasta que la primera invasión de los Hombres del Este, en el año 492 TE, forzó al reino a emprender una guerra defensiva. Posteriormente, Gondor conquistó muchas tierras al este del Anduin.

#### La Edad de Oro de Gondor
Mientras el poder de Arnor declinaba y el reino se fragmentaba en tres nuevos, el poder de Gondor alcanzó su apogeo  bajo el reinado de los cuatro "Reyes de las Barcas":
- Tarannon Falastur (840-913TE), primer Rey de las Barcas, muerto sin hijos.
- Eärnil I (913-936 TE), sobrino de Tarannon.
- Ciryandil (936-1015 TE).
- Hyarmendacil I (Ciryaher) (1015-1149 TE), último Rey de las Barcas.

En el año 933, el rey Eärnil I reúne una inmensa flota y ataca Umbar, ocupando el puerto y expulsando a los numenóreanos negros a las llanuras de Harad. No obstante, en el año 1000, los numenóreanos negros, aliados ahora con los haradrim, sitian el puerto, iniciando una larga guerra que duraría cincuenta años y que traería consigo la muerte del rey Ciryandil.
Hasta el año 1050, Gondor había ampliado su territorio hacia el oeste y hacia el norte, a lo largo de las costas de la Tierra Media hasta el río Gwathló y al sur hasta Umbar. En una gran batalla final, los ejércitos de Gondor dirigidos por Hyarmendacil I consiguen liberar por fin Umbar y los reyes enemigos se ven obligados a jurar lealtad a Gondor. El reino se extendió al este hasta el Mar de Rhûn, al sur hasta las tierras más cercanas de los haradrim, al norte hasta el Bosque Negro y al oeste hasta las fronteras de Arnor.
Alcanzada así la cima de su gloria y poder, los reyes de Gondor no procuraron nada nuevo y durante los 2000 años siguientes, el reino declinó gradualmente en abundancia, poder, prestigio, tamaño y población.

### El declive de Gondor
Después del reinado de Hyarmendacil I, la decadencia de los reyes de Gondor y del propio reino comenzaron. Tres grandes calamidades ocurrieron en Gondor durante el segundo milenio de la Tercera Edad, que fueron las principales razones de su declinación: la Lucha entre Parientes, la Gran Peste y la invasión de los Aurigas.

#### La Lucha entre Parientes
En el décimo quinto siglo de la Tercera Edad estalló una gran guerra civil llamada la Lucha entre Parientes, que dividió al reino en dos bandos. Eldacar había asumido el trono tras la muerte de su padre, Valacar, y su mezcla de sangre (su madre era de los Hombres del Norte) provocó el descontento de los nobles gondorianos, que derrocaron a Eldacar por Castamir, el almirante de las fuerzas navales de Gondor, que tenía sangre real. Mataron al hijo de Eldacar, Ornendil, y Eldacar huyó al norte.
Durante sus diez años de reinado, Castamir demostró su enorme crueldad y, debido al amor que tenía por su vieja flota, le prestó mucha atención a las regiones costeras, mientras que las interiores fueron ignoradas. Fue entonces cuando Eldacar volvió con un ejército formado por sus parientes del Norte y por los ejércitos de Gondor de provincias interiores, como Anórien.
Osgiliath fue devastada durante el conflicto, su gran puente fue destruido y su palantír se perdió. Eldacar mató a Castamir y reclamó su trono, pero los hijos de Castamir y sus tropas sitiaron Pelargir, el gran puerto de Gondor. Con el tiempo se retiraron a Umbar, donde se unieron con los Corsarios, e inquietaron a Gondor durante muchos años, hasta que sus descendientes se extinguieron.

#### La Gran Peste
En el año 1636 de la Tercera Edad, la Gran Peste se propagó por Gondor y el Árbol Blanco, junto con el rey Telemnar y sus hijos murieron. La Peste arrasó gran parte de la Tierra Media, llegando a los reinos sucesores de Arnor y a la Comarca.
El rey Tarondor encontró un vástago del Árbol Blanco y trasladó la capital de Osgiliath a Minas Anor, la Ciudad de Anárion. Durante este tiempo, Gondor estaba tan despoblada que las fortificaciones que protegían la reentrada del mal en Mordor fueron abandonadas. Sin embargo, la Peste dejó a los enemigos de Gondor en condiciones parecidas, y ninguna de las partes era capaz de organizar nuevas ofensivas.

#### La invasión de los Aurigas
Cerca del año 1800 de la Tercera Edad, una nueva amenaza apareció cuando los aurigas invadieron Gondor y devastaron las tierras de los Hombres del Norte. El conflicto comenzó en el año 1851 cuando los aurigas comenzaron la invasión de la parte oriental de Gondor. En el año 1856, Narmacil II reunió un gran ejército para enfrentarse a los invasores, pero fue derrotado y muerto en batalla con los aurigas y su ejército fue destruido. En 1899, el hijo de Narmacil, Calimehtar venció a los aurigas en Dagorlad y celebró su victoria con la construcción de la Torre Blanca en Minas Anor.
En 1944, los aurigas invadieron de nuevo Gondor y destruyeron al Ejército del Norte encabezado por el rey Ondoher, pero el Ejército del Sur, encabezado por un general llamado Eärnil, descendiente del rey Telumehtar, destruyó a los aurigas en la Batalla del Campamento, cuando estos estaban celebrando su victoria.

### La Guerra del Anillo
En el año 3019, durante la Guerra del Anillo, Gondor se enfrentó a un ataque sobre su capital Minas Tirith en la Batalla de los Campos del Pelennor. Aunque casi derrotados, los rohirrim volvieron, una vez más, a cambiar las tornas de la ajustada batalla, y ayudaron a ganar la guerra.
Después de la segunda y final derrota de Sauron el reino fue restaurado con el retorno del rey, y Aragorn II se convirtió en el monarca del Reino Unificado de Gondor y Arnor. Aragorn reclamó el trono como heredero tanto de Isildur como de Anarion dada su descendencia de Arvedui y Fíriel, la hija de Ondoher. Esto le permitió afianzar su reclamación como heredero de Elendil y de sus hijos. Llevaba como muestra de su derecho al reino la reforjada espada de Elendil, Narsil, la cual llamaba ahora Anduril, Llama del Oeste.
Faramir, el último de los Senescales regentes, fue confirmado como senescal (aunque sin poder de gobierno) y nombrado príncipe de Ithilien, que había sido reconquistada a las fuerzas de Mordor.

## Geografía

### Regiones

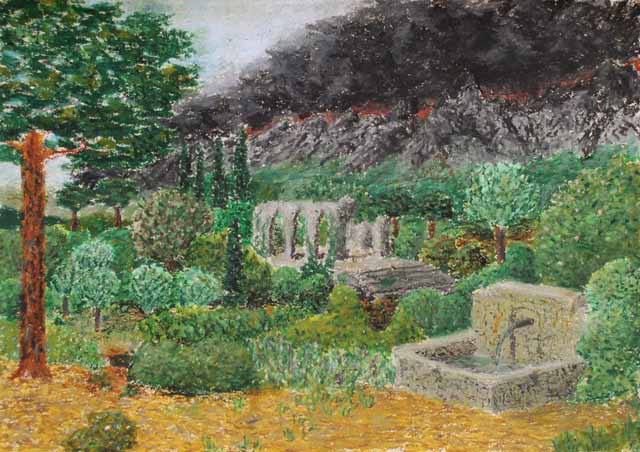
Representación de Ithilien

#### Ithilien
La provincia más oriental de Gondor, que se extendía entre las Montañas de la Sombra y el río Anduin, y que la corriente del río Morgulduin dividía en Ithilien del Norte e Ithilien del Sur.
Durante la primera mitad de la Tercera Edad se trató de una tierra próspera y muy poblada, repleta de bosques y jardines. Pero tras la caída de Minas Ithil a manos de los Nazgûl, la población emigró para escapar de la amenaza que suponía la ciudad de los espectros del Anillo. Ithilien fue repoblada durante el período de la Paz Vigilante, pero la mayoría de sus habitantes huyó hacia Lebennin y Anórien cuando comenzaron los ataques de los orcos y los haradrim varios siglos después, y finalmente fue abandonada del todo tras el regreso de Sauron. A partir de ese momento, la región se mantiene libre de siervos del Enemigo gracias a la acción de los montaraces de Ithilien: descendientes de los habitantes de Ithilien que vigilan la zona y atacan a las tropas del mal, y que mantienen refugios secretos como Henneth Annûn.
Durante la Cuarta Edad fue gobernada por los príncipes de Ithilien, dinastía iniciada por Faramir y Éowyn. Además, y a petición del rey Elessar, Legolas guio a un gran número de elfos silvanos del Bosque Negro, estableciendo una colonia en Ithilien que ayudó a la región a recuperar su belleza de antaño.
Finalmente, este grupo de elfos embarcarían rumbo a Aman.

#### Anórien
Anórien, que en sindarin significa ‘región del sol’, era una alargada región formada por los valles de las Montañas Blancas y gobernada directamente desde Minas Tirith. Sus límites eran la Corriente del Meiring en el oeste, las Bocas del Entaguas en el norte y el Anduin por el este. Anórien es descrita como una región muy poblada,
aunque no se conoce ningún otro asentamiento a excepción de Minas Tirith. Pequeñas guarniciones se mantenían en la línea de almenaras a lo largo del Gran Camino del Oeste, que conectaba Minas Tirith con Calenardhon, además de en la isla fortificada de Cair Andros. En el interior de la región se ubicaban los bosques de Fírien al oeste y de Drúadan al este.

#### Calenardhon
Una vasta región de llanuras y colinas al norte de las Montañas Blancas y al oeste de Anórien. Su nombre en sindarin quiere decir «Provincia Verde».
Debido a su remota localización nunca tuvo una gran población, y la Gran Peste la dejó prácticamente despoblada.
Se mantuvieron algunos fuertes en la región (destacando Angrenost y Aglarond) para vigilar los pasos del río Isen y del Anduin desde Emyn Muil, aunque casi todos fueron abandonados durante la Paz Vigilante.
En 2510, los balchoth destruyen estas fortalezas y ocupan toda Calenardhon.
Gondor y su ejército se salvan gracias a la milagrosa llegada de los jinetes éothéod de Rhovanion al mando de su caudillo, Eorl. Como recompensa, el senescal Cirion concede a los éothéod la provincia de Calenardhon, convirtiéndose en el reino de Rohan, y sus habitantes en los rohirrim.

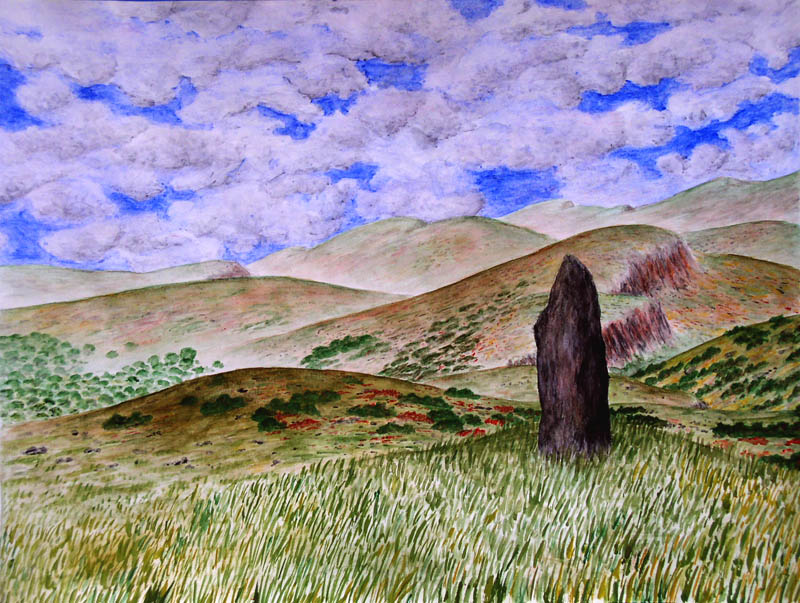
Representación de Enedwaith

#### Enedwaith
La gran extensión de tierra entre los ríos Isen y Gwathló. En algunos textos de Tolkien se indica que constituía parte de Gondor,
en otros está escrito que su gobierno era compartido por los dos reinos hermanos,
y en otros que no pertenecía a nadie.
Originalmente ocupado en su totalidad por bosques habitados por dunlendinos y drúedain, tras la llegada de los dúnedain en a mediados de la Segunda Edad estos procedieron a la tala masiva de las florestas, construyendo las grandes ciudades de Lond Daer y Tharbad para el transporte de la madera, y expulsando a los habitantes autóctonos de la región. Tras la Gran Peste de 1636 sólo Tharbad se mantuvo habitada, despoblándose el resto del territorio y perdiendo Gondor su influencia sobre la región. Con las inundaciones que ocurrieron tras el fin del Invierno Cruel de 2912, Tharbad quedó totalmente abandonada, y se derrumbó el puente sobre el río Gwathló, que constituía la única vía para cruzar el río.

#### Anfalas
El litoral de Gondor entre los ríos Lefnui y Morthond, al sur de las colinas de Pinnath Gelin. El nombre significa ‘playa larga’ en sindarin, y en algunos textos también se traduce como Langstrand. No estaba demasiado poblada, pues estaba bastante alejada del centro del reino y de las rutas comerciales, y de vez en cuando incursionada por los corsarios de Umbar.
El regimiento enviado en apoyo de Minas Tirith durante la Guerra del Anillo consistía en una larga columna de varios cientos de hombres pobremente armados y preparados para la guerra, a excepción de su señor Golasgil y la escolta de este, pues las gentes de Anfalas eran pescadores, pastores y cazadores, no soldados.

#### Druwaith Iaur
Región que ocupaba la zona localizada en el oeste de Gondor, incluyendo el cabo de Andrast.
Nominalmente bajo gobierno de Gondor, lo cierto es que los numenóreanos nunca poblaron esta región, aunque en sus colinas y bosques antaño habitaban tribus salvajes de drúedain, que tras el fin de Segunda Edad tna solo sobrvivieron en el bosque de Drúadan y en el cabo de Andrast. Es por ello por lo que la región era conocida como Drúwaith Iaur, el «Viejo Yermo Púkel».

#### Belfalas
Una región costera a orillas de la bahía de Belfalas (de la que tomó el nombre), densamente pobladay que incluía a la isla de Tolfalas. Estaba formada por una gran península con montañas en su interior, y en cuyas costas occidentales se asentaba la ciudad de Dol Amroth. Su nombre en sindarin significaba ‘gran costa’. Estaba gobernada por los príncipes de Dol Amroth. Durante mucho tiempo estuvo poblada también por elfos venidos de Lothlórien, que se asentaron en el puerto de Edhellond y se mezclaron con la población numenóreana local, incluyendo a los príncipes gobernantes.
El regimiento enviado en apoyo de Minas Tirith durante la Guerra del Anillo consistía en una compañía de caballeros, seguida por setecientos hombres de armas, todos ellos montados a caballo y comandados por el príncipe Imrahil.

#### Dor-en-Ernil
Traducido literalmente como la ‘tierra del príncipe’, estaba ubicada en el sur de Gondor, en las costas de la Bahía de Belfalas. Sus límites no están muy definidos, aunque según Christopher Tolkien se extendía por ambos lados de Belfalas, y al igual que esta estaba gobernada por los príncipes de Dol Amroth, y estaba poblada por gente de origen numenóreano desde la Segunda Edad.

#### Valle de la Raíz Negra
Las tierras altas de la meseta del Imlad Morthond,
alrededor del río Raíz Negra, o Morthond en sindarin, son descritas como una región próspera y densamente poblada, cuyos habitantes eran especialmente diestros en la arquería, pero que no habitaban la zona cercana a la colina de Erech, pues tenían una gran miedo de los espíritus de los hombres muertos de El Sagrario.
El regimiento enviado en apoyo de Minas Tirith durante la Guerra del Anillo consistía en quinientos arqueros al mando de su señor Duinhir el Alto y sus hijos Derufin y Duilin.

#### Lamedon
Región formada por una serie de valles en la vertiente sur de las Montañas Blancas, separada de Belfalas por el sur por una pequeña cadena montañosa. En esta zona nace el río Ciril. Se sabe que la región está habitada en su mayoría por pueblos de montañeses anteriores a la llegada de los numenóreanos. Según Tolkien, el nombre de Lamedon procede del sindarin, aunque su etimología no ha sido aclarada.
Durante la Guerra del Anillo Lamedon no manda ninguna fuerza en apoyo de Minas Tirith, pues su señor, Angbor, se encuentra con sus hombres defendiendo la ciudad de Linhir, en Lebennin, contra los haradrim y los corsarios de Umbar.
No obstante, un puñado de montañeses salvajes y sin capitán llega voluntariamente a Minas Tirith para ayudar en su defensa.

#### Valle del Ringló
Las tierras alrededor del río Ringló en su curso norte, también llamadas Imlad Ringló en sindarin.
Limitan con Lamedon por el norte y con Lebennin en el este. Aunque pequeña, la región está muy poblada, destacando la ciudad de Ethring, ubicada en un vado del río Ringló que atravesaba el Camino de Gondor, que iba desde Pelargir hasta Erech.
El regimiento enviado en apoyo de Minas Tirith durante la Guerra del Anillo consistía en trescientos guerreros al mando de Dervorin, el hijo del señor.

#### Lebennin
La región central y una de las más pobladas de Gondor,
limitaba con el Anduin por el este y el sur, y por las Montañas Blancas al norte. Lebennin se traduce en sindarin como ‘cinco ríos’, en referencia a los cinco ríos que atravesaban la región: Erui, Sirith, Celos, Serni y Gilrain. La región es descrito como una tierra llana, fértil y hermosa, con numerosas praderas cubiertas de hierba y flores como lirios, alfirin o mallos,
y en ella se encuentran las grandes ciudades de Linhir y Pelargir, esta última capital de Lebennin y base la armada real de Gondor. La población es mayormente mestiza de los habitantes indígenas y los numenóreanos, y muchos de ellos, especialmente los que viven a orillas del mar y del Anduin, son pescadores.
Durante la Guerra del Anillo Lebennin no manda ninguna fuerza en apoyo de Minas Tirith, pues debe defenderse a sí misma de los ataques de los haradrim y los corsarios de Umbar. No obstante, un centenar de pescadores del Ethir Anduin sin capitán al mando acuden voluntariamente a defender la ciudad.

#### Lossarnach
Une región densamente poblada aunque de pequeña extensión ubicada inmediatamente al sur de Minas Tirith. Se la describe como una zona de valles llenos de flores, y de hecho su nombre en sindarin significa ‘valle de las flores’,
aunque también se la conocía con el nombre prenumenórenano de «Arnach».
El regimiento enviado en apoyo de Minas Tirith durante la Guerra del Anillo consistía en doscientos guerreros armados con grandes hachas de dos manos al mando de su señor, Forlong el Gordo.

#### Pinnath Gelin
Traducido como ‘riscos verdes’ en sindarin, era una región ubicada en la zona de una cadena de colinas situada en la parte oeste del interior de Gondor, al sur de las Montañas Blancas y al norte de Anfalas.
El regimiento enviado en apoyo de Minas Tirith durante la Guerra del Anillo consistía en trescientos apuestos guerreros vestidos de verde al mando de su señor, Hirluin el Hermoso.

#### Gondor del Sur
El territorio al norte de Harad comprendido entre los ríos Poros y Harnen. Pertenecía a Gondor desde la época del rey Tarannon,
aunque hacia el final de las Tercera Edad se había convertido en una "tierras desierta y en litigio".
En un temprano mapa de Tolkien la región es nombrada en sindarin como «Harondor».

### Ciudades y fortalezas

#### Osgiliath
La antigua capital de Gondor, situada a ambas orillas del río Anduin. La ciudad comenzó a decaer tras ser arrasada durante la Lucha entre Parientes, quedó mayormente despoblada tras la Gran Peste, y fue finalmente abandonada del todo después de un ataque de uruks en el 2476, siendo la capitalidad trasladada a Minas Tirith. Desde entonces, Osgiliath permaneció como puesto de avanzada oriental y línea defensa de Minas Tirith.
Es posible que fuese reconstruida por el rey Elessar durante la Cuarta Edad. Su nombre en sindarin se traducía como ‘fortaleza de las estrellas’.

#### Minas Anor (Minas Tirith)
Su nombre en sindarin significaba ‘torre del sol’. Originalmente una fortaleza construida por Anárion sobre el monte Mindolluin, en el extremo oriental de las Montañas Blancas, para defenderse de los nativos hostiles,
más tarde se convertiría en la residencia veraniega de los reyes de Gondor, y finalmente, tras el progresivo deterioro de Osgiliath, fue convertida en capital de Gondor en 1640, siendo renombrada como Minas Tirith, que en sindarin significa ‘torre de la guardia’.

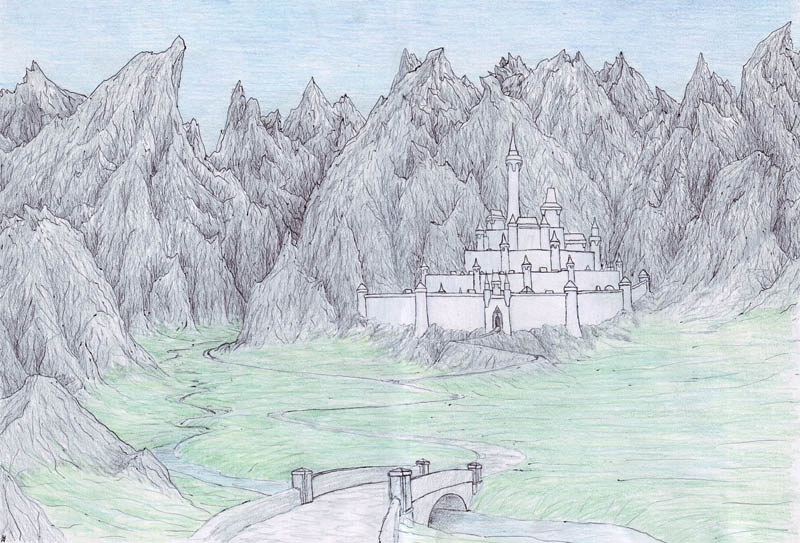
Representación de Minas Ithil.

#### Minas Ithil (Minas Morgul)
Su nombre en sindarin significaba ‘torre de la luna’. Originalmente una fortaleza construida por Isildur en las Montañas de la Sombra para vigilar el paso a Mordor.
Sería conquistada por los Nazgûl en 2002, siendo renombrada como Minas Morgul, que en sindarin significa ‘torre de la hechicería’. Permaneció como la base de los Nueve hasta que fue destruida poco después del fin de la Guerra del Anillo.

#### Pelargir
La capital de Lebennin y el mayor puerto de Gondor, situado en la desembocadura del Anduin.
Era el más antiguo de los asentamientos numenóreanos en Gondor,
y la base de la armada real. Se trataba del puerto más grande de Gondor, y uno de los más grades de la Tierra Media, destinado al uso militar y comercial, y cuyos muelles tenían capacidad para más de cincuenta navíos de guerra. Su etimología en sindarin es muy compleja, y significa ‘fortificación de los barcos reales’.

#### Dol Amroth
Ciudad portuaria capital de Belfalas y Dor-en-Ernil. Estaba situada en la orilla occidental de Belfalas, y tomaba su nombre de Amroth, rey de Lothlórien. Los ciudadanos de Dol Amroth eran de sangre numenóreana,
y se rumoreaba que sus príncipes también tenían sangre élfica.
En lo alto de la ciudad se encontraba el castillo del príncipe.

#### Edhellond
Su nombre en sindarin significaba ‘puerto élfico’, debido a que era una antigua ciudad y refugio de elfos desde donde estos partían rumbo a Aman. Estaba situada en la confluencia de los ríos Morthond y Ringló. Debido a que hacia el 1981 de la Tercera Edad fue finalmente abandonada por sus habitantes originales, la ciudad fue repoblada con gentes llegadas de Dol Amroth, pasando a pertenecer a Gondor.

#### Cair Andros
Fortaleza ubicada en la isla homónima sobre el Anduin debido a la importancia estratégica vital durante los siglos de conflicto con Mordor y sus aliados del este. Cair Andros ya había sido utilizada como fortaleza durante la Lucha entre Parientes,
y fue fortificada de nuevo por el senescal Túrin II para defender Anórien después de que Ithilien cayese en manos de los orcos de Mordor. Desde aquí partían las patrullas de montaraces que se internaban en Ithilien para acosar a los siervos del Sauron. Su nombre en sindarin se traduce como ‘barco de la gran espuma’.

#### Harlond
Puerto fluvial en el Anduin adyacente a Minas Tirith, construido en un pequeño espacio entre el río y el Rammas Echor. Su nombre en sindarin se traduce como ‘puerto del sur’.

#### Henneth Annûn
Puesto de avanzada de los montaraces de Ithilien mandado construir en el 2901 por el senescal Túrin II,
convirtiéndose en el más grande de todos los refugios secretos de Ithilien.
El nombre del refugio significa en sindarin ‘ventana del oeste’, derivado del hecho de que la entrada a la cueva del refugio se ubicaba detrás de la cascada del oeste del estanque.

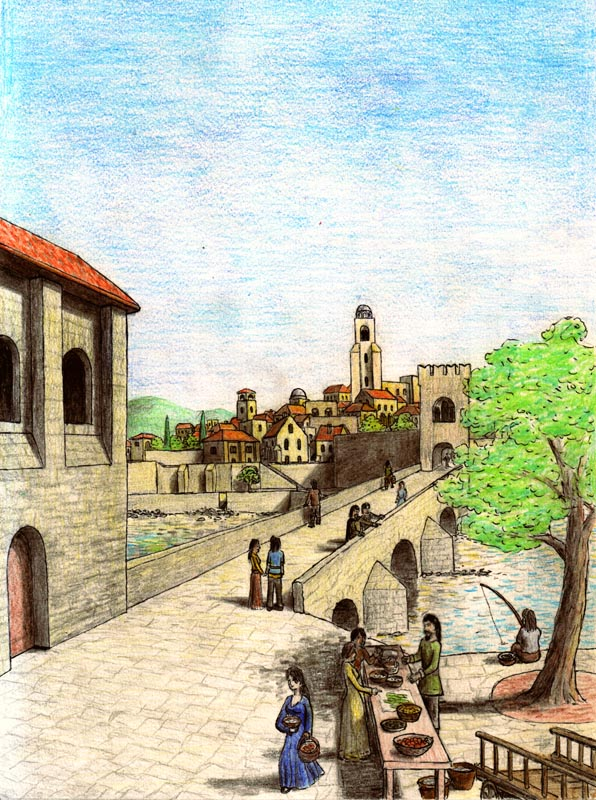
Representación de Ethring.

#### Calembel
Ciudad capital de Lamedon, emplazada sobre una pequeña colina, entre los ríos Ciril y Ringló, en el camino entre Erech y Pelargir.

#### Linhir
Una ciudad y puerto de Lebennin, situada en una vado cercano a la confluencia de los ríos Gilrain y Serni, no muy lejos del mar.

#### Ethring
Ciudad ubicada junto al vado del río Ringló atravesado por el Camino de Gondor.

#### Tarnost
Una supuesta ciudad marcada en un mapa de Tolkien, donde se la ubica al sur de las colinas que hay junto a los ríos Gilrain y Ringló. A su vez, en una nota, las colinas de Belfalas sobre las que se ubica la ciudad son nombradas como "colinas de Tarnost".

#### Angrenost (Isengard)
En sindarin significa ‘fortaleza de hierro’. Una fortaleza en el extremo sur de las Montañas Nubladas, construida por Gondor a finales de la Segunda Edad y mantenida por una guarnición a lo largo de la Tercera Edad, incluso después de ceder Calenardhon a los éothéod,
hasta que fue conquistada por los dunlendinos en 2710. Aunque expulsados tras el fin del Largo Invierno, medio siglo después la fortaleza le fue otorgada a Saruman.

#### Aglarond (Cuernavilla)
En sindarin significa ‘cavernas centelleantes’. Una fortaleza en las faldas de las Montañas Blancas, construida por Gondor a finales de la Segunda Edad
y mantenida por una guarnición durante la mayor parte de la Tercera Edad, hasta que el senescal Cirion cedió a los éothéod la provincia de Calenardhon, incluyendo Aglarond. Su guarnición fue enviada a apoyar a la de Angrenost.

#### Tharbad
Ciudad ubicada junto al vado del río Gwathló de mismo nombre y que atravesaba el Camino Norte-Sur. Su nombre en sindarin puede traducirse como ‘cruce de caminos’ o ‘encrucijada’. Durante mucho tiempo sirvió como frontera entre Gondor y Arnor (y más tarde Cardolan), pero tras la caída del Reino del Norte, la ciudad pasó a depender totalmente de Gondor. No obstante, su influencia en la región nunca fue muy grande, y tras la Gran Peste, perdió todo control sobre la ciudad, que se vería finalmente abandonada tras las inundaciones posteriores al Invierno Cruel. Tras el abandono de la ciudad, su tan importante puente se acabó desmoronando, siendo necesario desde entonces vadear el Gwathló para cruzarlo. Es posible que el rey Elessar la reconstruyera en la Cuarta Edad.

#### Umbar
Originalmente un refugio para barcos construido en la orilla sur de la bahía de Belfalas, la ciudad acabó siendo la base de los numenóreanos negros. La ciudad tenía el puerto más grande de la Tierra Media. Fue capturado por Gondor en el 933.
Des entonces, fue gobernada por los reyes de Gondor hasta 1448 cuando cayó bajo control de los rebeldes tras la Lucha entre Parientes.
En 1810 el rey Telumehtar Umbardacil recuperó la ciudad, pero se volvió a perder en algún momento de la decadencia subsiguiente de Gondor.Durante siglos allí vivieron los corsarios de Umbar, que aterrorizaron a las gentes de las costas sur de Gondor. Finalmente, el rey Elessar la reconquistó y la anexionó definitivamente al reino de Gondor a principios de la Cuarta Edad.